# Hadena nummosa
Hadena nummosa là một loài bướm đêm trong họ Noctuidae.